# 米林多西
米林多西是巴西圣卡塔琳娜州的一个市镇。总面积336.313平方公里，总人口2545人，人口密度7.6人/平方公里。